# کاساس د دون آنتونیو
کاساس د دون آنتونیو (به اسپانیایی: Casas de Don Antonio) یک منطقهٔ مسکونی در اسپانیا است که در استان کاسرس واقع شده‌است. کاساس د دون آنتونیو ۳۱ کیلومتر مربع مساحت دارد ۴۰۵ متر بالاتر از سطح دریا واقع شده‌است.